# Pardosa xerophila
Pardosa xerophila este o specie de păianjeni din genul Pardosa, familia Lycosidae, descrisă de Vogel, 1964. Conform Catalogue of Life specia Pardosa xerophila nu are subspecii cunoscute.